# THE BEST (格闘技イベント)
THE BEST（ザ・ベスト）は、日本の総合格闘技イベント「PRIDE」の大会の一つ。2002年2月22日、東京都文京区の後楽園ホールで開催された。本大会は無名選手や若手選手のPRIDEへの登竜門として開催されたイベントである。

## 大会概要
PRIDEを運営するドリームステージエンターテインメント (DSE) が主催。2002年に全3回の大会が行なわれた。ルールは5分2R、ロープを張った8角形のリングの中で試合が行われた。大会のネーミングは、BLOOD（血）、ENERGY（情熱）、SWEAT（汗）、TEAR（涙）の頭文字の4文字とBESTをかけたもの。
スカイパーフェクTV!が視聴料金1,500円のペイ・パー・ビューによる生中継を行なった他、地上波では東海テレビが東海3県ローカルで深夜に録画放送を行なった。解説は当時格闘技雑誌『SRS-DX』編集長だった谷川貞治、高阪剛、ゲストは『PRIDE王』のナビゲーターも務めていたタレントの佐藤江梨子。
東海テレビで放送されていたPRIDE情報番組『PRE-PRIDE』『PRIDE王』の番組内企画PRE-PRIDEから、江宗勲、光岡映二、岡見勇信ら優勝者の活躍の舞台となった。特に江には期待がかけられ、第2回大会からメインイベントを任せられている。
また、PRIDEに1度は参戦したもの、PRIDEから遠ざかっていた選手にも再浮上の機会が与えられた。高瀬大樹、ジャイアント落合、今村雄介らのうち、高瀬がBESTでの活躍が認められて、2003年6月のPRIDE.26へ出場することになった。
PRIDEファンクラブの会員には2,000円と一般入場者より低価格に抑え、後楽園ホールやディファ有明といった小さめの会場を選んで2002年中に3回の大会を数えた。しかし、主役に期待されていた江宗勲が第3回大会を欠場し、そのまま格闘技を引退。最後の大会も島田裕二レフェリーと選手のブッキングを担当するブッカーKこと川崎浩市がプロデュースするチーム対抗戦という路線になり、主催のDSEの体制変更に伴い新たにPRIDE武士道シリーズが設けられたことで、BESTは終了した。BESTの出場選手のうち、高瀬、光岡、岡見らがPRIDE武士道に参戦していった。
THE BESTで使用された8角形のリングは、2001年10月のPRIDE.17からPRIDEのリングに採用されていくはずだったものが、流用されたものと言われる。

## 試合結果
第1試合 PRIDEルール 5分2R
○  光岡映二 vs.  アンソニー・マシアス ×
2R終了 判定3-0
第2試合 PRIDEルール 5分2R
○  キム・ジョンワン vs.  マンモス佐々木 ×
1R 0:25 フロントチョーク
第3試合 PRIDEルール 5分2R
○  高瀬大樹 vs.  ジョイユ・デ・オリベイラ ×
2R終了 判定3-0
第4試合 PRIDEルール 5分2R
○  ジャイアント落合 vs.  西田操一 ×
1R 2:00 KO（スタンドパンチ連打）
第5試合 PRIDEルール 5分2R
○  江宗勲 vs.  アミール ×
2R 1:19 KO（右ストレート）
第6試合 PRIDEルール 5分2R
○  今村雄介 vs.  ジョー・サン ×
1R 0:33 スタンディング・アームロック